# Macrosteles purpurea
Macrosteles purpurea är en insektsart som beskrevs av Kuoh. Macrosteles purpurea ingår i släktet Macrosteles och familjen dvärgstritar. Inga underarter finns listade i Catalogue of Life.